# Haplogrupa I2
Haplogrupa I2 se dijeli na više podskupina među kojima su najzastupljenije haplogrupa I2a1 te I2a2.
Haplogrupa I2a1 je prvenstveno zastupljena na Balkanu te u Ukrajini. Najzastupljenija je među Hrvatima iz BiH gdje ju posjeduje 71 % stanovništva. Vrlo je rijetko da je neka haplogrupa zastupljena u toliko visokom postotku. Među Bošnjacima iz BiH čini 53,5 %, a među Srbima iz BiH samo 32,5 %. To je jasan dokaz da su Hrvati u BiH i Srbi u BiH različitog genetskog podrijetla. Ukupno u BiH zauzima 50,5 %, u Hrvatskoj 37%, u Srbiji 34 %, u Crnoj Gori 29,5 %, u Makedoniji 23 %, u Albaniji 12 % te na Kosovu 2,5 %.
Haplogrupa I2a2 je rijetko zastupljena u središnjoj Njemačkoj te u Sjevernoj Irskoj i južnoj Škotskoj.

## Više informacija
- https://www.eupedia.com/europe/Haplogroup_I2_Y-DNA.shtml
- http://bosnjackidnk.com/i2-staroevropski-centralni/